# Behrendorf (Werben)
Behrendorf ist ein Ortsteil der Hansestadt Werben (Elbe) im Landkreis Stendal in Sachsen-Anhalt.

## Geographie
Behrendorf, ein Marschhufendorf, liegt vier Kilometer südlich von Werben und acht Kilometer westlich von Havelberg im Landschaftsschutzgebiet Altmärkische Wische im Norden der Altmark. Die Siedlungsstruktur ist durch eine sehr aufgelockerte Bebauung gekennzeichnet.
Nachbarorte sind Rengerslage im Südwesten, Roggehof und Wendemark im Nordwesten, Werben (Elbe) im Norden, Räbel, Neu Berge und Berge im Osten und Giesenslage im Süden.

## Geschichte

### Mittelalter bis Neuzeit
Behrendorf wurde 1209 erstmals urkundlich als Berendorp erwähnt, als Markgraf Albrecht II dem Bistum Havelberg seine Besitzungen bestätigte. Im Jahre 1317 verpfändete Anna, Herzogin von Breslau dem Komtur in Werben drei Hufen in villa Berendorp. 1319 überließ sie der Johanniterkomturei einen Hof in Berendorpe. 1349 verkaufte das Kloster Dambeck dem Ordenshaus Werben Hebungen in Behrendorf. 1351 bestätigte Herrenmeister Hermann von Werberg die Widmung eines vom Kloster Dambeck erkauften Zinses Behrendorfs anlässlich eines Gastmahls im Ordenshaus Werben. 1355 verpfändete Markgraf Ludwig der Römer dem Komtur Albrecht von Dannenberg die Dörfer Behrendorf und Giesenslage. 1470 kaufen Rat und Kirchenvorsteher eine beständige Geldhebung von einem Zweihufenhof in Behrendorf für die Pfarrkirche. 1579 liegt ein Leibgedingebrief der Frau des Osterburger Bürgermeisters Steffen Boldemann über eine halbe Hufe in Behrendorf vor.:S. 1009 1613 erwarb Bauer Hans Köhn zu Rethausen ein Zehnt an Prigges Hof gegen ein Darlehen von 225 Talern. Dieses ist noch 1777 als Hypothek eingetragen.:S. 463 1617 versetzte Andreas Goldbeck dem Schulzen Chim Meinicke ein Wendtland für 100 Taler à 24 Silbergroschen.:S. 462 1652 kamen Zuzügler aus dem Stift Bremen und aus Holstein nach Behrendorf.:S. 77 Am 20. Dezember 1695 trat die Altmärkische Deichordnung für die Wische in Kraft. 1700 standen laut Urbar der Komturei Werben Abgaben von drei Amtsuntertanen zu.:S. 614 1717 wurde die Onera (Abgaben und andere Lasten) nach Ausmessung von sechs Amtsuntertanen durch die Kammer im Rahmen der Egalisierung neugeregelt. Außerdem bestand für Behrendorf kein Mahlzwang.:S. 77 1727 bestanden folgende öffentliche Lasten der sechs zum Amt Tangermünde gehörenden Bauern: 12–20 Taler Bedegeld und die Wischerhufe zu je 4 Wispel Aussaat auf Acker der 1. Steuerklasse.:S. 318 1745 erschien der Richter zu Behrendorf nicht zum Bodding, Verwirkung einer Wette von 4 Talern und 12 Groschen.:S. 518 1747 wurden die besonderen Gerichte in der Wische Bodding und Lodding aufgelöst.

### Eingemeindungen
Das Dorf gehörte bis 1807 zum Arneburgischen Kreis der Mark Brandenburg in der Altmark. Danach lag es bis 1813 im Kanton Werben auf dem Territorium des napoleonischen Königreichs Westphalen. Ab 1816 gehörte die Gemeinde zum Kreis Osterburg, dem späteren Landkreis Osterburg.
Am 25. Juli 1952 wurde die Gemeinde Behrendorf in der Kreis Osterburg umgegliedert. Am 1. Februar 1974 wurden die beiden Gemeinden Berge und Giesenslage in die Gemeinde Behrendorf eingemeindet.
Bis zum 31. Dezember 2009 war Behrendorf eine selbständige Gemeinde mit den zugehörigen Ortsteilen Berge und Giesenslage.
Durch einen Gebietsänderungsvertrag haben die Gemeinderäte der Gemeinde Behrendorf und der Hansestadt Werben (Elbe) beschlossen, dass ihre Gemeinden aufgelöst und zu einer neuen Gemeinde mit dem Namen Hansestadt Werben (Elbe) vereinigt werden. Dieser Vertrag wurde vom Landkreis als unterer Kommunalaufsichtsbehörde genehmigt und trat am 1. Januar 2010 in Kraft.
Damit gehören seit dem 1. Januar 2010 die Ortsteile Behrendorf, Berge und Giesenslage zur Gemeinde Hansestadt Werben (Elbe).

### Einwohnerentwicklung
| Jahr | Einwohner |
| ---- | --------- |
| 1734 | 110       |
| 1772 | 044       |
| 1790 | 083       |
| 1798 | 087       |
| 1801 | 079       |
| 1818 | 093       |
| 1840 | 135       |
| 1864 | 120       |

| Jahr | Einwohner |
| ---- | --------- |
| 1871 | 121       |
| 1885 | 137       |
| 1892 | [00]145   |
| 1895 | 118       |
| 1900 | [00]108   |
| 1905 | 137       |
| 1900 | [00]137   |
| 1925 | 192       |

| Jahr | Einwohner |
| ---- | --------- |
| 1939 | 134       |
| 1946 | 308       |
| 1964 | 241       |
| 1971 | 261       |
| 1981 | 713       |
| 1993 | 647       |
| 2006 | 505       |
| 2014 | [00]139   |

| Jahr | Einwohner |
| ---- | --------- |
| 2015 | [00]141   |
| 2017 | [00]128   |
| 2018 | [00]128   |
| 2020 | [00]123   |
| 2021 | [00]122   |
| 2022 | [0]118    |
| 2023 | [0]114    |

Quelle, wenn nicht angegeben, bis 2006:

## Religionen
Die evangelischen Christen aus Behrendorf waren früher in die Kirchengemeinde Werben eingepfarrt, die zur Pfarrei Stadt Werben an der Elbe gehörte. Heute werden sie betreut in der Kirchengemeinde Giesenslage vom Pfarrbereich Königsmark im Kirchenkreis Stendal im Bischofssprengel Magdeburg der Evangelischen Kirche in Mitteldeutschland.
Die katholischen Christen werden heute von katholischen Pfarrei St. Anna (Stendal) im Dekanat Stendal des Bistums Magdeburg betreut.

## Politik

### Bürgermeister
Der letzte Bürgermeister der Gemeinde Behrendorf war Joachim Lange.

## Kultur und Sehenswürdigkeiten

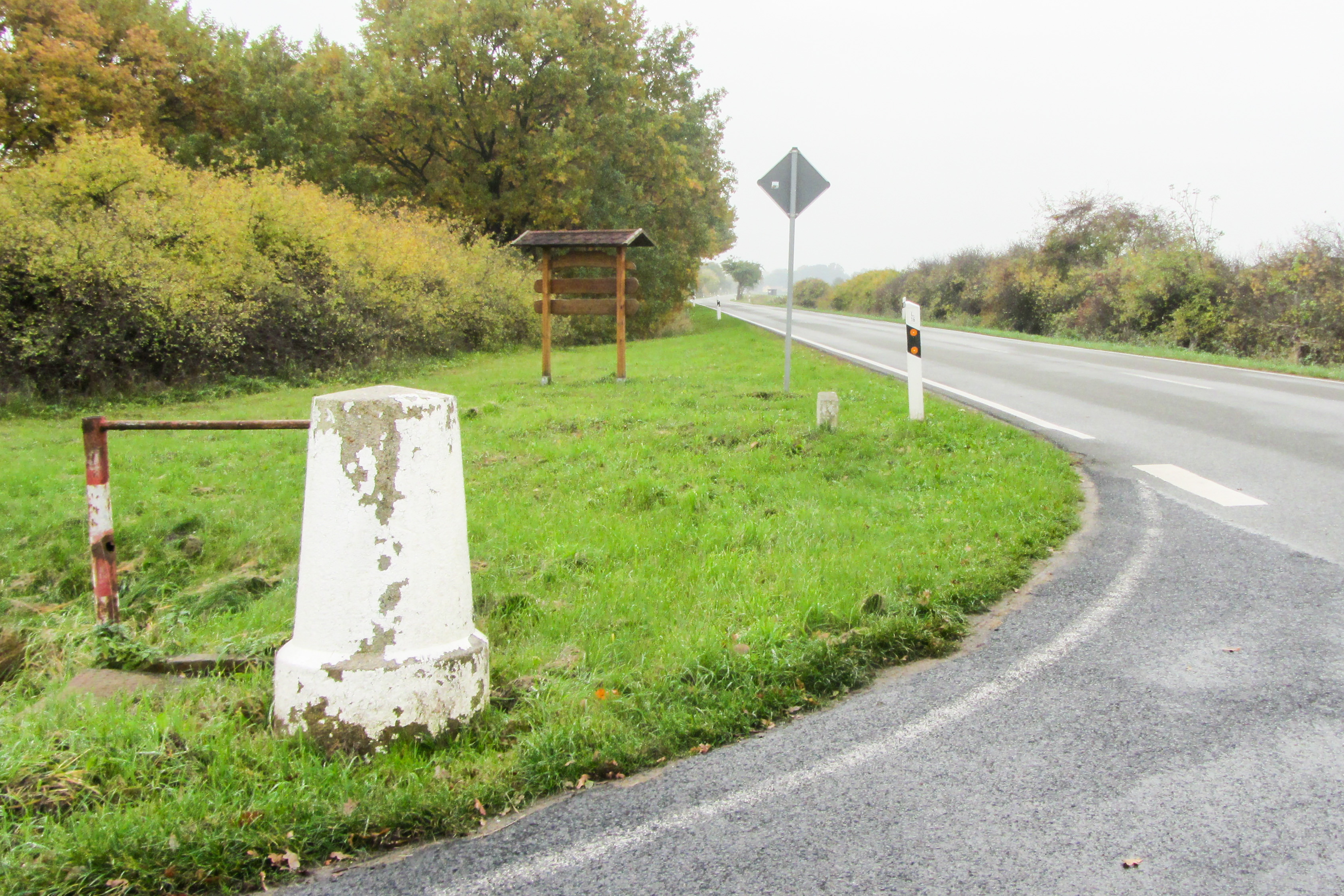
Preußischer Rundsockelstein in Behrendorf

- Ein Bauernhaus am Gemeindeweg und ein Distanzstein stehen unter Denkmalschutz.
- Im Dorf gibt es ein Dorfgemeinschaftshaus und eine Freiwillige Feuerwehr,[22] die vom Förderverein Feuerwehr Behrendorf e. V. unterstützt wird.[23]

## Verkehrsanbindung
Die Landstraße von Werben (Elbe) in Richtung Osterburg (Altmark) bzw. Stendal führt durch Behrendorf. Der nächste Bahnhof befindet sich in Goldbeck an der Strecke Magdeburg–Wittenberge; die über Behrendorf führende Kleinbahn Goldbeck–Werben (Elbe) wurde 1971 stillgelegt.